# 中央アフリカ民主連合
中央アフリカ民主連合（ちゅうおうアフリカみんしゅれんごう、フランス語: Rassemblement Démocratique Centrafricain、英語: Central African Democratic Rally）は、中央アフリカ共和国の政党。
2005年大統領選挙では、3月13日の第一回投票でアンドレ・コリンバを擁立し16.36パーセントを得票し、3位であった。2005年国民議会選挙では、8議席を獲得した。
2011年の総選挙では1議席を得るに留まったが、2016年の総選挙では11年前と同じ8議席の獲得に成功した。
アンドレ・コリンバの死後、党は息子のデジレ・コリンバが議長を務め、2021年4月に亡くなるまで続いた。